# 채무자지체
채무자지체(債務者遲滯)는 채무가 이행기에 있고 또한 이행이 가능함에도 불구하고 채무자가 채무를 이행하지 않는 것으로 이행지체라고도 한다.

## 판례
- 일시적으로 당사자 일방의 의무의 이행제공이 있었으나 곧 그 이행의 제공이 중지되어 더 이상 그 제공이 계속되지 아니하는 기간 동안에는 상대방의 의무가 이행지체 상태에 빠졌다고 할 수 없다.[1]
- 채무이행의 확정기한이 있는 경우에는 그 기한이 도래한 다음날부터 이행지체의 책임을 지고 기한의 정함이 없는 경우에는 그 이행의 청구를 받은 다음날로부터 이행지체의 책임을 진다.[2]

## 같이 보기
채권자지체